# Janina Grabowska-Chałka
Janina Grabowska-Chałka (ur. 8 lutego 1945 w Chmielniku, zm. 6 listopada 2004 w Gdańsku) – polska historyczka i muzealniczka, działaczka kultury. W latach 1977–2004 dyrektorka Muzeum Stutthof w Sztutowie.

## Życiorys
Urodziła się w 1945 w Chmielniku. W 1968 ukończyła, jako magister historii, Wydział Humanistyczny Wyższej Szkoły Pedagogicznej w Gdańsku (obecnie Uniwersytet Gdański). 15 lipca tegoż roku podjęła pracę w Państwowym Muzeum Stutthof na stanowisku asystentki w dziale naukowo-badawczym. W 1977 została mianowana dyrektorką Państwowego Muzeum Stutthof i funkcję tę pełniła do odejścia na emeryturę w kwietniu 2004.
Pochowana na Cmentarzu w Sztutowie.
Była autorką kilku informatorów historycznych, w tym Informatora Historycznego Muzeum Stutthof stanowiącego podstawę historyczną dotyczącą KL Stutthof.

## Odznaczenia
- Krzyż Kawalerski Orderu Odrodzenia Polski (2002)[3]